# Dom Paprockich w Warszawie
Dom Paprockich − zabytkowy drewniany budynek znajdujący się przy ul. Biruty 18 w Warszawie.

## Opis
Budynek został wzniesiony ok. 1912 przez mieszkające we wsi Targówek małżeństwo Antoninę i Baltazara Paprockich. Dwukondygnacyjny drewniany dom z dwiema klatkami schodowymi od podwórka mieścił lokale mieszkalne na wynajem. Jego forma architektoniczna nawiązywała do tzw. stylu nadświdrzańskiego (m.in. zróżnicowany szalunek z zaakcentowanymi narożnikami, wysoki dwuspadowy dach i ażurowe ganki przed wejściami).
W pierwszych dniach powstania warszawskiego w sierpniu 1944 w budynku mieścił się szpital powstańczy.
Dom był własnością spadkobierców Paprockich do 1945, później przejął go kwaterunek. Po przebudowie w latach 1999−2000 ronda Żaba, pierwotnie odsunięta od ul. św. Wincentego posesja znalazła się w bezpośrednim sąsiedztwie jej jezdni.
Budynek jest reliktem dawnej drewnianej zabudowy Targówka. W 2021 został wpisany do rejestru zabytków.

## W kulturze
W serialu Alternatywy 4 w domu mieszkał profesor prawa Ryszard Dąb-Rozwadowski (w tej roli Mieczysław Voit), zanim przeprowadził się na Ursynów.